# Horizont van Zeven Wegen
De Horizont van Zeven Wegen of Horizont van Loën is een dunne laag in de ondergrond van het Nederlandse Zuid-Limburg. De horizont is onderdeel van de Formatie van Gulpen en stamt uit het laatste deel van het Krijt (het Campanien).
Normaal gesproken ligt de Horizont van Zeven Wegen boven op het oudere Zand van Benzenrade uit de Formatie van Vaals en onder de jongere Kalksteen van Zeven Wegen (Formatie van Gulpen).
Deze horizont is vernoemd naar Zevenwegen in het Vijlenerbos en de Belgische plaats Loën.